# Ambrose Jackson
Ambrose Cyprian Jackson (* 26. Juni 1940 in Washington, D.C.; † 14. November 2009 in Hawthorne) war ein amerikanischer Jazztrompeter und Komponist.

## Leben
Jackson lernte klassische Trompete. Nach seiner Zeit als Freiwilliger in der Armee von 1962 bis 1965, in der er u. a. bei den Herald Trumpets spielte, studierte er an der Catholic University of America sowohl Musik als auch Pädagogik bis zum Master, um dann an der Howard University zu lehren. Dann tourte er mit Otis Redding durch Amerika und Europa. Er ging nach Paris, wo er Mitglied der Band von Marion Brown wurde und mehrfach in Deutschland auf Tournee war. In Paris spielte er auch mit Sunny Murray und Steve Lacy, gründete gemeinsam mit Barre Phillips eine Big Band und studierte Anfang der 1970er Jahre Komposition bei Jean Catoire sowie bis zur Promotion Musikethnologie. 1976 verbrachte er in Westafrika, wo er auch Konzerte in Stadien gab, und zog dann nach New York City, wo er längere Zeit zur Band von Charli Persip gehörte. Die letzten Jahrzehnte seines Lebens verbrachte er in Ellenville, wo er als Musiklehrer tätig war und zwei Kirchenchöre leitete. 2008 führte er mit dem Woodstock Chamber Orchestra seine Woodstock Variations auf. Seine Kompositionen wurden auch von Lou Blackburns Mombasa gespielt. Auch nahm er mit dem Art Ensemble of Chicago und mit Anthony Braxton auf.

## Diskographische Hinweise
- Marion Brown, Le Temps Fou (Polydor, 1968)
- Marion Brown, Gesprächsfetzen (Calig, 1968)
- Sunny Murray, Eponymous (Shandar, 1968)
- Marion Brown, In Sommerhausen (Calig, 1969; mit Gunter Hampel, Jeanne Lee, Daniel Laloux, Steve McCall)
- Alan Silva/Celestrial Communication Orchestra, My Country (Leo Records, 1971)
- Steve Lacy, Wordless (Futura, 1971)
- Art Ensemble Of Chicago, Go Home (Galloway, 1973)
- Marion Brown, Awofofora (Disco Mate, 1976)
- Anthony Braxton Creative Music Orchestra, RBN----3° K12 (Ring, 1977)
- Charli Persip/Superband In Case You Missed It (Soul Note, 1985)